# Group Areas Act
Le Group Areas Act No. 41 (littéralement « Loi sur les zones réservées ») est l'une des premières et principales lois d'Apartheid, instaurée en Afrique du Sud le 27 avril 1950. Elle obligeait les différentes populations définies deux mois plus tard par le Population Registration Act à résider dans des zones urbaines d'habitation prédéfinies. Les centres-villes, ainsi que les quartiers les plus développés et les mieux équipés, étaient généralement interdits aux populations de races non-Blanches (les Noirs, les Métis et les Asiatiques). 
Le Group Areas Act établissait trois types de zones :
- Les zones contrôlées (« controlled areas ») dans lesquelles le droit de résidence des populations discriminées, ainsi que leur droit d'accès à la propriété foncière ou immobilière était interdite.
- Les zones séparées (« separate areas »)
- Les zones réservées (« group areas »)

Cette loi fut abolie le 5 juin 1991.

## Sources
- « L'aménagement urbain en Afrique du Sud : entre apartheid et pauvreté, 1948-1995 » Jean-Baptiste Onana - Editions L'Harmattan, 1996  (ISBN 2-73-844145-9) pages 19 & 20
- Mémoire de Laurent Benoiton, étudiant en DESS de Systèmes juridiques comparés, ordre mondial - Faculté de Droit et Sciences politiques - Université de Droit, d'Économie et de Sciences d'Aix-Marseille - 2002-2003